# 斯塔戈 (亞利桑那州)
斯塔戈（英語：Stargo）是位於美國亞利桑那州格林利縣的一個非建制地區。該地的面積和人口皆未知。

## 地理
斯塔戈的座標為33°04′04″N 109°21′36″W / 33.06778°N 109.36000°W，而該地的平均海拔高度為1426米（即4680英尺）。